# 可接受使用策略
可接受使用策略（英文：Acceptable use policy，简称 AUP），也称为可接受使用政策、公平使用政策（fair use policy, FCP）是信息资源、计算机设施（包括但不限于桌面电脑、便携式电脑、无线设施、电话和网络）的所有人，创造者，持有人或管理人所颁布的，关于使用这些资源与设施的限制与如何使用的指引。颁布可接受使用策略的主体，举例有，公司、学校、互联网服务提供商、站长等。一个好的可接受使用政策应当规定对每个用户可接受和不可接受的行为，并详述违约行为的后果。
可接受使用策略是信息安全政策框架中不可或缺的关键部分。组织为了以防万一，要求新成员在获得信息系统访问权限之前签署可接受使用政策是一种常见的做法。因此，可接受使用政策必须简明扼要。在涵盖用户允许和不允许对组织的 IT 系统做什么的最重要的要点的同时，它还应指引用户在相关情况下参考更全面的安全政策。它还应明确规定如果用户违反可接受使用政策将受到何种制裁。